# Teglværksskoven (Nyborg)
 For alternative betydninger, se Teglværksskoven. (Se også artikler, som begynder med Teglværksskoven)
Teglværksskoven er en 1500 meter lang og omkring 600 meter bred skov beliggende ud til Storebælt umiddelbart nord for Nyborg. Erik af Pommern skænkede skoven til Nyborg i 1435. Beplantningen består hovedsageligt af bøgetræer, og der findes en lille sandstrand ved skovens østlige udkant.